# Stefan N. Grösser
Stefan N. Grösser (* 1. Mai 1978 in Göppingen) ist ein deutscher Wirtschaftswissenschaftler und Professor für strategisches Management und Business Analytics sowie Studiengangsleiter an der Berner Fachhochschule (BFH) in der Schweiz.

## Leben
Zwischen 2000 und 2004 studierte Grösser an der Universität Stuttgart technisch orientierte Betriebswirtschaftslehre. Er beendete das Studium mit dem Titel Diplom-Kaufmann. Danach studierte er von 2004 bis 2005 an der Universität Bergen in Norwegen die Simulationswissenschaft System Dynamics und schloss mit dem Master of Philosophy ab. Neben der Anstellung in einer Unternehmensberatung promovierte er an der Universität St. Gallen in Managementlehre und beendete seine Promotion im Jahr 2011. Während seiner Promotion war er als Gastforscher an der Sloan School of Management am Massachusetts Institute of Technology aktiv.
Von 2011 bis 2017 war Grösser als Professor für strategisches Management an der Berner Fachhochschule und Leiter des Strategy and Simulation Labs (S-Lab) tätig. Zudem war Grösser von 2009 bis 2011 Vize-Präsident der Nichtregierungsorganisation ShelterBox Schweiz. 2015 bis 2017 übernahm er die Rolle des stellvertretenden Leiters des Instituts Unternehmensentwicklung der Berner Fachschule Wirtschaft. Außerdem leitet er das Schwerpunktthema „Strategiearbeit, Unternehmertum und Innovation“. Seit 2016 ist er stellvertretender Leiter des BFH-Zentrums Energiespeicherung.
2017 initiierte er den auf Digitalisierung ausgerichteten Bachelor-Studiengang  Wirtschaftsingenieurwesen an der Berner Fachhochschule und leitet diesen Studiengang.

## Forschung
Grössers Forschungsinteressen umfassen strategisches Management, Entscheidungsfindung in komplexen Systemen, Geschäftsmodelle, mentale Modelle und Simulationsmethoden (z. B. Systems Dynamics). Er konzentriert sich insbesondere auf die Verwendung dynamischer Modelle und Rahmenwerke im strategischen Management, Organisationstheorie, Geschäftsmodell-Modellierung und Organisationsentwicklung zur besseren Entscheidungsfindung in komplexen Kontexten. Er zeigt, dass Modelle und Computer-Modellierung eine wichtige Rolle spielen können bei individuellen oder Gruppen-orientierten Entscheidungen. Seine Beiträge tragen zur Sensibilisierung für dieses Thema bei.
Zu seinen aktuellen Forschungsschwerpunkten zählen die Analyse von zirkulären Geschäftsmodellen für die Solarenergie/Elektrizitätsbranche sowie Untersuchungen im Bereich wertschöpfungskettebedingte Lieferengpässe von Medikamenten.

## Schriften

### Bücher (Auswahl)
- (mit Martin Schaffernicht): Competing in a New Market. A Dynamic Approach to Growth by Diffusion. Wiley-Publishing, 2018, ISBN
- (mit Meike Tilebein, Sabina Jeschke, Thomas M. Fischer, Markus Schwaninger (Hrsg.)): Digitale Welten: Neue Ansätze in der Wirtschafts- und Sozialkybernetik. (=Konferenz für Wirtschafts- und Sozialkybernetik KyWi 2014 vom 10. bis 11. Juli 2014 in Stuttgart); Duncker & Humblot, Berlin 2017, ISBN 978-3-428-14949-0.
- (mit Arcadio Reyes Lecuona & Göran Granholm (Hrsg.)): Dynamics of Long-Life Assets: From Technology Adaptation to Upgrading the Business Model.; Springer International Publishing - Springer, Cham 2017, ISBN 978-3-319-45437-5.
- Qualitative Modellierung mit System Dynamics.; CreateSpace Independent Publishing Platform, North Charleston 2016, ISBN 978-1-5407-0702-4.
- (mit Jean-Paul Thommen) Economy, Company, Management.; Versus, Zürich 2012, ISBN 978-3-03909-137-9.
- (mit Jean-Paul Thommen) Organization and Change Management.; Versus, Zürich 2013, ISBN 978-3-03909-140-9.
- (mit Jean-Paul Thommen) Economy, Company, Management: Introduction to Business Administration.; Versus, Zürich 2014, ISBN 978-3-03909-157-7.
- (mit Jean-Paul Thommen) Wirtschaft, Unternehmen, Management: Eine Einführung in die Betriebswirtschaftslehre.; Versus, Zürich 2015, ISBN 978-3-03909-250-5.
- Co-Evolution of Standards in Innovation Systems: The Dynamics of Voluntary and Legal Building Codes.; Physica, Heidelberg 2013, ISBN 978-3-7908-2857-3. (Dissertation, Universität St. Gallen, 2011)
- (Hrsg. mit René Zeier) Systemic Management for Intelligent Organizations: Concepts, Models-Based Approaches and Applications.; Springer, Heidelberg 2012, ISBN 978-3-642-29243-9.
- (mit Markus Schwaninger, Meike Tilebein, Thomas Fischer und Sabina Jeschke) Modellbasiertes Management. (=Konferenz für Wirtschafts- und Sozialkybernetik KyWi 2013 vom 4. bis 5. Juli 2013 in Bern); Duncker & Humblot, Berlin 2014, ISBN 978-3-428-14267-5.
- (mit Chintan H. Vaishnav) Online Proceedings of the 8th System Dynamics Ph.D. Colloquium 2007. Boston: System Dynamics Society.
- (mit Jochen R. Grösser) Bereicherung des Qualitätsmanagements: Komplexitätsbewältigung durch Modellbildung (=Diskussionsbeitrag des Instituts für Betriebswirtschaft. Nr. 55). Institut für Betriebswirtschaft, St. Gallen 2007.

### Publikationen (Auswahl)
- (mit Ingmar Vierhaus, Armin Fügenschuh, Robert Gottwald) Using white-box nonlinear optimization methods in system dynamics policy improvement, System Dynamics Review, 33 (2), 2017
- (mit Niklas Jovy) Business model analysis using computational modeling: A strategy tool for exploration and decision-making. Journal of Management Control, 27 (1). 61-88, 2016, ISSN 2191-4761
- (mit Martin Schaffernicht) A Comprehensive Method for Comparing Mental Models of Dynamic Systems. European Journal of Operational Research, 2011, 210(1), 57-67.
- Projekte scheitern wegen dynamischer Komplexität: Qualitative Feedbackmodellierung zur Komplexitätsbewältigung. Projektmanagement Aktuell, 2011, 22(5), 18-25.
- (mit Martin Schaffernicht) Mental Models of Dynamic Systems: Taking Stock and Looking Ahead. System Dynamics Review, 2012, 28(1), 46-68.
- (mit Markus Schwaninger) Operational Closure and Self-Reference: On the Logic of Organizational Change. Systems Research and Behavioral Science, 29(04/2012), 342-367.
- (mit Marc Meyer und Kim O. Tokarski) Geschäftsmodelle von Kleinst- und kleinen Treuhandunternehmen: Analyse des Status quo sowie Möglichkeiten zur Innovation. Der Schweizer Treuhänder, 2015, 87(6-7), 375-382.
- Co-Evolution of Legal and Voluntary Standards: Development of Energy Efficiency in Swiss Residential Building Codes. Technological Forecasting and Social Change, 2014, 87(2014), 1-16.
- (mit Stephen Fox) Economical information and communication design for multi-national projects. International Journal of Managing Projects in Business, 2015, 8(3), 574-585.

### Internetbeiträge (Auswahl)
- Gabler Wirtschaftslexikon: Stichwort – System Dynamics,
- Gabler Wirtschaftslexikon: Stichwort – Geschäftsmodell,
- Gabler Wirtschaftslexikon: Stichwort – Dynamische Komplexität.